# Németh János (operaénekes, 1852–1929)
Németh János (Tabajd, 1852. december 18. – Budapest, Ferencváros, 1929. június 17.)  tenorista, színész.

## Életútja
Német István református földműves és Bátori (Báthory) Erzsébet elsőszülött fia. 1852. december 20-án keresztelték Tabajdon. Színészi pályafutását Nyiry György színigazgatónál kezdte, 1872-ben. 1873-ban Bokody Antalnál, Novák Sándornál, majd Völgyi György szerepelt. A vidék összes nagyobb városaiban működött, először mint tenorista, később mint jellemszínész. Mielőtt nyugdíjba vonult, Aradon, Zilahy Gyula társulatánál aratta a legnagyobb sikereit »Ocskay brigadéros« Szörényi, »Bánk bán« Petur, »Lear király« címszerepében, »Szigetvári vértanuk« (Zrínyi), »Cigány« (Zsiga) szerepeiben, stb. Amikor Aradon elbúcsúzott, a város közönsége melegen ünnepelte, rajongásig szerették. Ajándékokkal és sok babérkoszorúval halmozták el a művészt. Rövid ideig tudott csak meglenni a színpad nélkül, írni kezdett színdarabokat, megírta a veneriás betegségről szóló drámáját, bejárta az egész országot, propagandikus célból és az első világháború alatt a harctereken a pihenő és beteg katonáknak hirdette az alkohol és veneriás betegségek romboló hatását, a hadvezetőség és a kultuszkormány legnagyobb megelégedésére. 1929-ben agyvérzést kapott, előrehaladott kora miatt nem tudta többé munkáját folytatni. Rövid szenvedés után 77 éves korában meghalt szívizomelfajulás következtében. A főváros által adományozott díszsírhelyén nyugszik a rákosi temetőben. Gyermekei: Németh Erzsi (Kiss Lajosné) és Németh Anna (Oláh Zoltánné) színésznők.

## Fontosabb szerepei
- Alfréd (Strauss: Denevér)
- Trubadúr (Verdi)
- Faust (Gounod)
- Mantus hercege (Verdi: Rigoletto)

## Működési adatai
1874–75: Kassa; 1875–77: Debrecen; 1877–78: Arad; 1878–80: Kolozsvár; 1880–81: Pest Nemzeti Színház; 1881–82: Szatmár; 1882: Kolozsvár; 1883: Bényei István; 1884–85: Kassa; 1885–1893: Krecsányi Ignác; 1888: Arad; 1893–97: Tiszay Dezső; 1898–99: Csóka Sándor; 1899–1990: Szendrey; 1902–?: Zilahy Gyula.